# Artéria cólica esquerda
A artéria cólica esquerda é ramo da artéria mesentérica inferior.É responsável por vascularizar o cólon descendente do intestino grosso.